# Wsiewołod Konach
Wsiewołod Konach (ur. 25 marca 1956 w Milejczycach) – polski teolog prawosławny i działacz ekumeniczny zaangażowany w prace różnych gremiów ekumenicznych.

## Życiorys
W latach 1971–1975 kształcił się w Prawosławnym Seminarium Duchownym oraz jednocześnie w I Liceum Ogólnokształcącym dla Pracujących w Warszawie. Następnie w latach 1975–1977 kontynuował naukę w Wyższym Prawosławnym Seminarium duchownym w Jabłecznej, zaś w 1977 podjął studia teologiczne w Chrześcijańskiej Akademii Teologicznej w Warszawie, gdzie w 1982 uzyskał magisterium. W 1983 został asystentem stażystą w ChAT. Jednocześnie w latach 1983–1984 studiował w Instytucie Ekumenicznym w Bossey w Szwajcarii, a w 1989 na Uniwersytecie w Heidelbergu.
W 1999 uzyskał stopień doktora nauk teologicznych w zakresie teologii biblijnej na podstawie rozprawy pt. Kosmos według Ewangelii św. Jana i w tym samym roku został adiunktem w Katedrze Pisma Świętego Nowego Testamentu ChAT. W latach 1996–2006 piastował funkcję kierownika studiów zaocznych ChAT. Wsiewołod Konach był także redaktorem naczelnym „Rocznika Teologicznego ChAT” oraz kierownikiem Wydawnictwa Naukowego Chrześcijańskiej Akademii Teologicznej w Warszawie w latach 2006–2010. Od 2011 jest starszym wykładowcą w ChAT.
Jako działacz ekumeniczny był w latach 1987–2004 członkiem Prawosławno-Luterańskiej Komisji Mieszanej ds. Dialogu Teologicznego na forum światowym. Natomiast w 1991 był członkiem delegacji Polskiego Autokefalicznego Kościoła Prawosławnego w trakcie VII Zgromadzenia Ogólnego Światowej Rady Kościołów w Canberze, w trakcie którego został wybrany w skład Komitetu Naczelnego ŚRK. Jest także członkiem grupy konsultacyjnej Polskiego Autokefalicznego Kościoła Prawosławnego i Prowincji Kościelnej Saksonii.

## Źródła
- Encyklopedia ekumenizmu w Polsce (1964–2014) (Uniwersytet Papieski Jana Pawła II w Krakowie Wydawnictwo Naukowe, Kraków, 2016; ISBN 978-83-7438-499-5) str. 255–256